# Tadoussac
Tadoussac (abenakiska: Tadaosakw, wolastoqey: Tetuhsek, innu-aimun: Uashaushtekuek) är en bykommun (municipalité de village) i provinsen Québec i Kanada. Tadoussac var Frankrikes första handelsstation på Nya Frankrikes fastland. Handelsstationen grundades 1600 av Pierre de Chauvin de Tonnetuit på en plats som redan utnyttjades för handel av flera lokala folk. Av 16 bosättare överlevde bara fem den första vintern. Tadoussac förblev den enda franska hamnen vid Saint Lawrencefloden under de följande 30 åren.
Dagens by ligger inte långt från den ursprungliga bosättningen vid Saguenayflodens mynning och är idag främst känd som en populär turistdestination som erbjuder valskådning i den karga Saguenayfjorden.
Det omgivande området är antingen landsbygd eller vildmark med flera federala och provinsiella nationalparker och naturskyddsområden. Närmaste större stad är Québec 210 km uppför Saint Lawrencefloden.

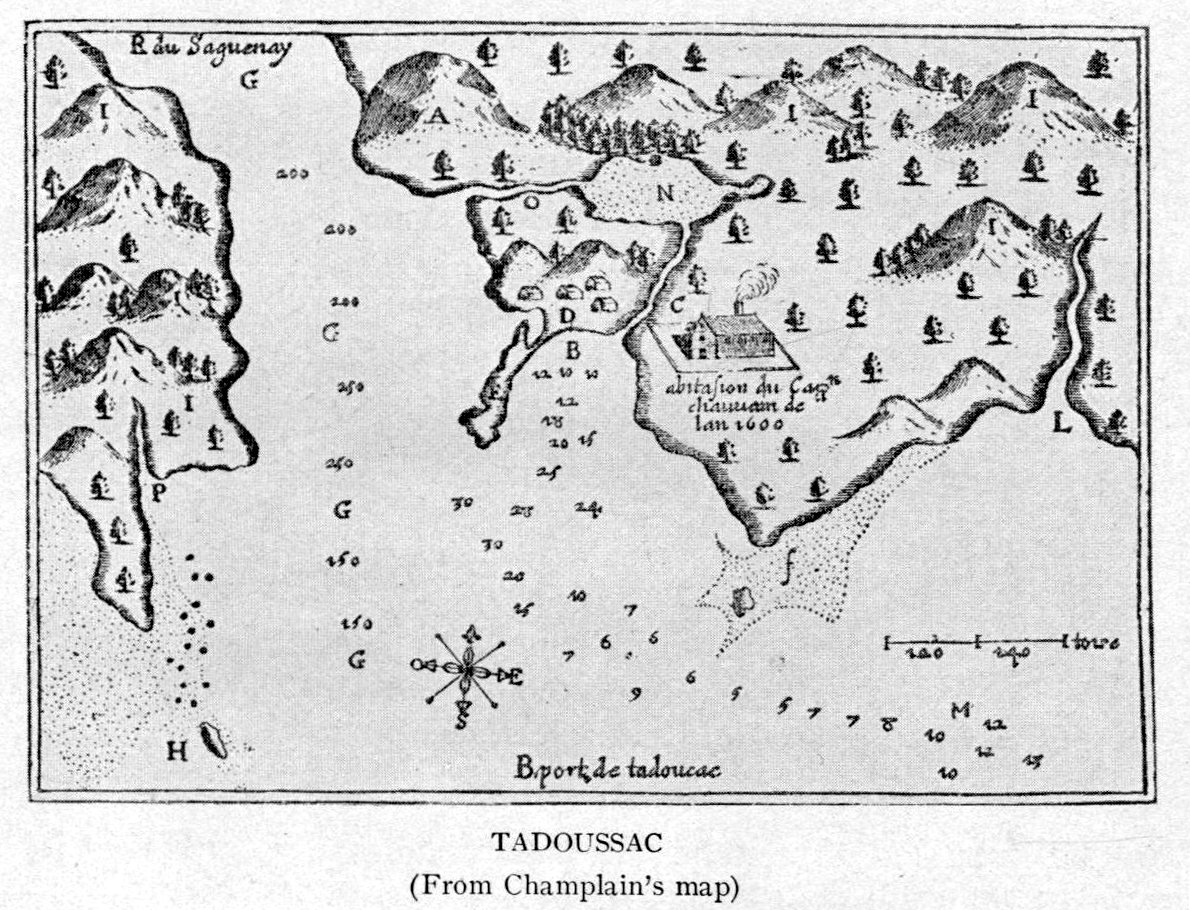
En karta över Tadoussac från cirka 1612.
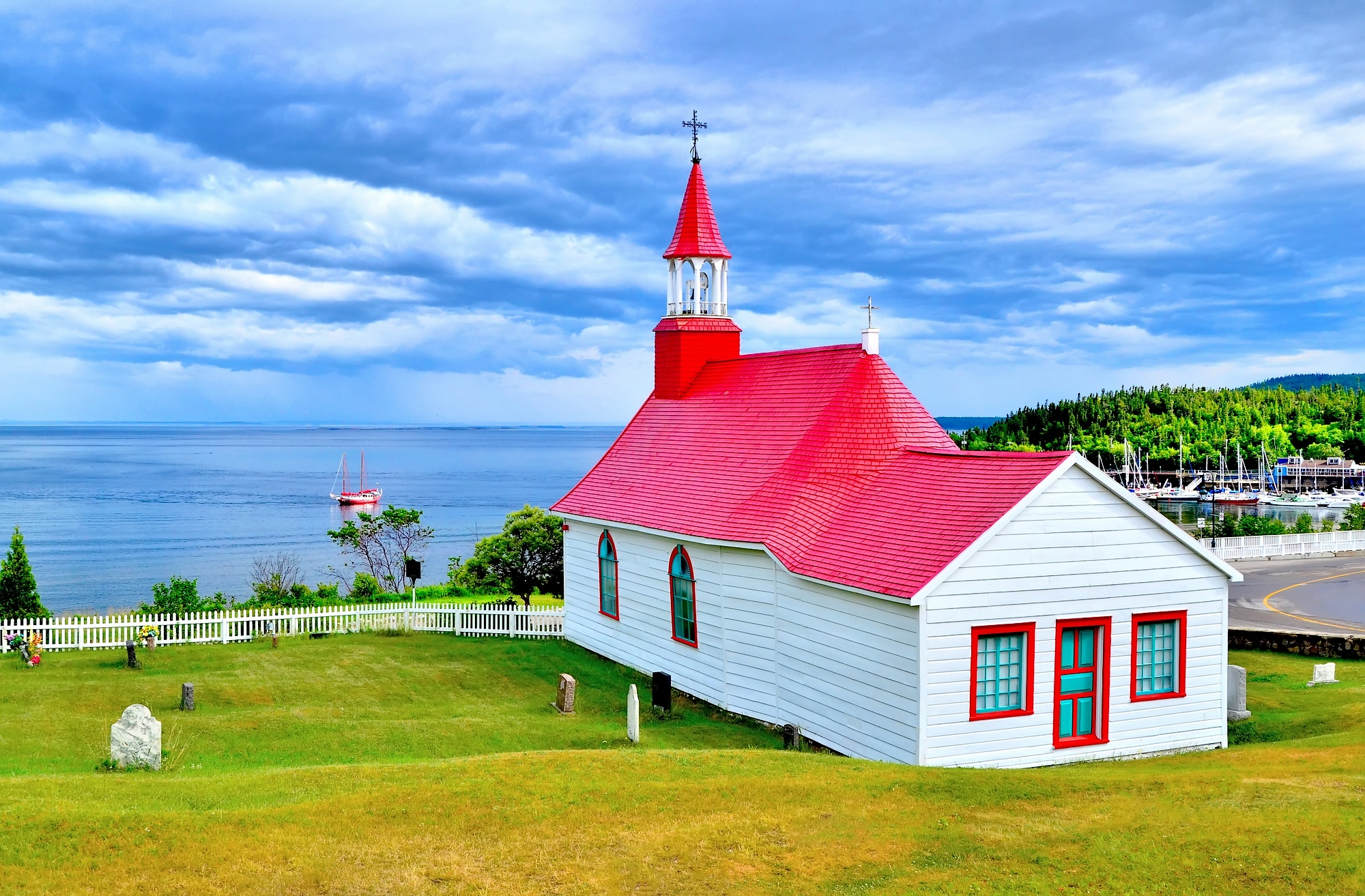
Kapellet i Tadoussac byggdes mellan 1747 och 1750, och är den äldsta träkyrkan i Nordamerika.
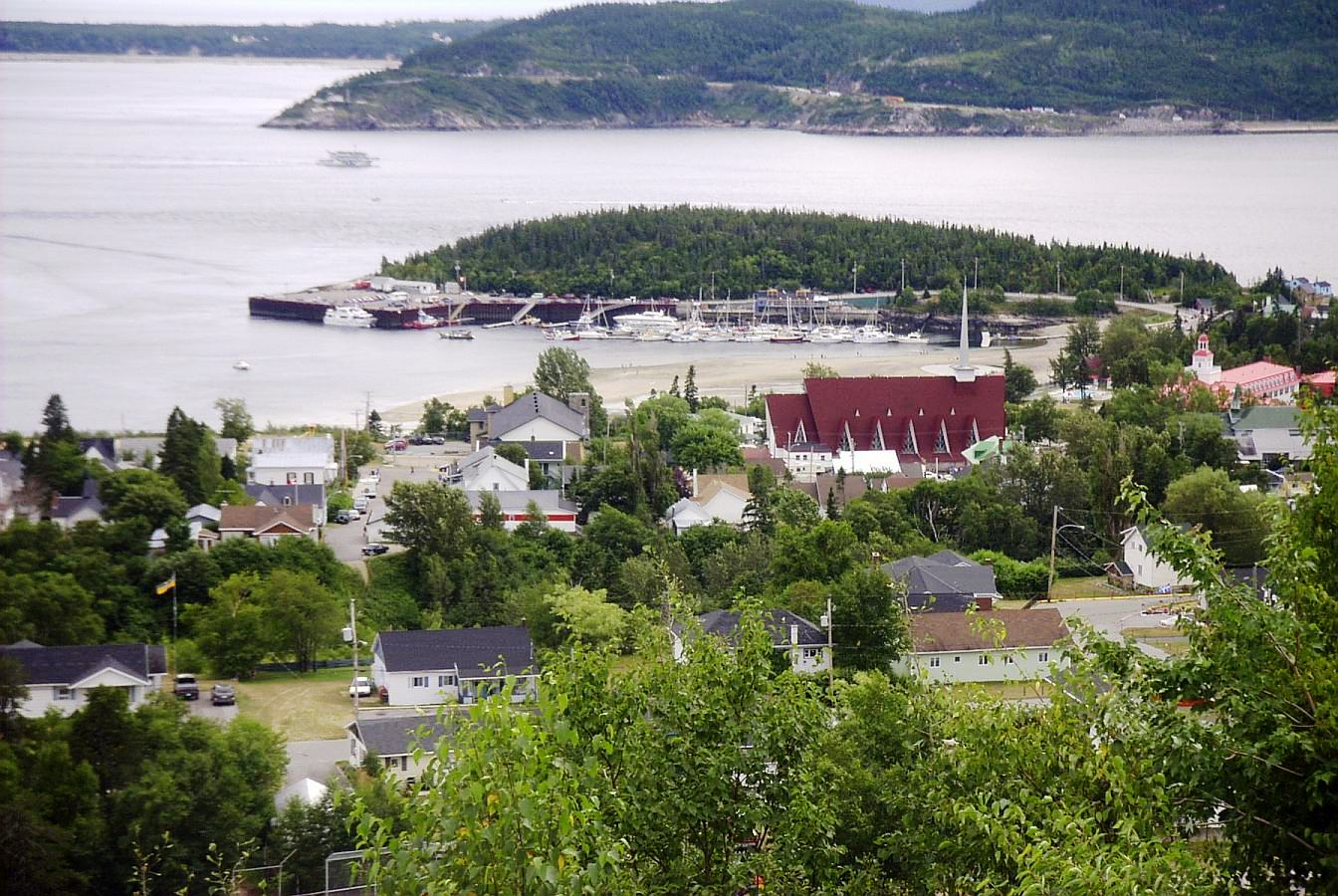
Tadoussac år 2005.